# Mahō Sensō
Mahō Sensō (魔法戦争 lit. Guerra mágica?) es una serie de novelas ligeras escritas por Hisashi Suzuki e ilustradas por Lunalia. Fue publicada en Media Factory bajo su firma MF Bunko J desde el 25 de noviembre de 2011 hasta el 25 de septiembre de 2015, 12 volúmenes fueron publicados. Una adaptación a serie de manga por You Ibuki inició su serialización en la revista Monthly Comic Gene el 15 de abril de 2013. Una adaptación al anime por Madhouse se emitió desde el 9 de enero hasta el 27 de marzo de 2014. 

## Argumento
Takeshi Nanase es un chico de instituto normal y corriente con un pasado algo oscuro. Por ciertas circunstancias, tiene un noviazgo falso con su amiga de la infancia, Kurumi Isoshima, pero aparte de eso vive una vida normal. Un día se cruza con una chica llamada Mui Aiba desmayada en el campus de su instituto. La muchacha lleva un uniforme que no ha visto nunca. Este encuentro cambia el destino de Takeshi por completo, puesto que Mui le revela que ella es una maga, y que con su encuentro, lo ha convertido accidentalmente a él en mago también. Lo que Takeshi siempre pensó que era un solo mundo en realidad son dos: el mundo de los humanos y el mundo en el que viven los magos.

## Personajes

### Principales
Takeshi Nanase (七瀬 武 Nanase Takeshi?)
 Seiyū: Mamoru Miyano
Es el protagonista principal de la historia. un chico de preparatoria, educado y talentoso en el kendo con una personalidad seria y sociable. Sin embargo, a causa de cierto incidente que ocurrió dos años antes del comienzo de la historia, la relación con su familia, especialmente con Gekkou (su hermano 1 año menor que él), se volvió completamente hostil. Tiene una falsa relación de noviazgo con su amiga de la infancia Isoshima Kurumi, debido  a un acuerdo entre ambos. Él se convirtió en mago después de verse expuesto por accidente a la magia de "Mui". Su "Aspect" (una herramienta que actúa como punto focal a través del que los magos proyectan su poder como una varita mágica) es una espada mágica llamada "Twilight" del tipo (gun sword) que tiene la altura y peso similar a una espada de kendo, y que le permite usar la magia de otros magos gracias a unos proyectiles especiales. El tipo de magia que desarrolló Takeshi, es la Magia Evasiva llamada "Strike Vision" que le permite predecir de manera intuitiva peligros futuros que están a segundos o a minutos de suceder y también le permite conocer el nivel de poder de cada mago. También es capaz de usar una magia especial llamada "Nightmare", exclusiva de aquellos que han sido portadores de Twilight, que le hace tener sueños premonitorios en forma de pesadilla sobre cosas malas que van a pasar en el futuro y que son inevitables. También se le ha visto ser capaz de utilizar la magia destructiva "Blast Fog" de Ida y la magia de aceleración "Gun Lightning" de Mui gracia a una habilidad propia de Twilight. 
Mui Aiba (相羽 六 Aiba Mui?)
 Seiyū: Nao Tōyama
Es una de las protagonistas femeninas, una maga que fue encontrada por Takeshi cuando se desplomó en el patio de la escuela. Ella accidentalmente terminó convirtiéndolo en un mago. Tiene un hermano mayor que había estado buscando desde hace mucho tiempo. Cuando Takeshi, Kurumi e Ida son inscritos en la Academia Mágica Subaru, ella es transferida a la clase C como castigo por la directora. Su Aspect es una pistola personalizada bautizada como "Arthur" por su hermano mayor la cual utiliza para pelear y defenderse gracias a su capacidad de alargar su cañón para convertirse en una especie de porra policiaca. Se siente muy culpable por haber transformado a Takeshi en mago y ha jurado protegerlo por siempre. Con el pasar del tiempo comienza a tener sentimientos románticos por Takeshi. El tipo de magia que ella utiliza, es la magia de aceleración llamada "Gun Lightning" que le permite disparar potentes proyectiles con descargas eléctricas a gran velocidad. Ella también es un miembro de la comunidad de magos "Wizard Breath". 
Kurumi Isoshima (五十島 くるみ Isoshima Kurumi?)
 Seiyū: Asami Seto
Es la otra protagonista femenina, amiga de la infancia de Takeshi y su "falsa novia". Ella fue transformada en maga por Oigami. Desde niña, su asombrosa belleza la hizo un objetivo regular de chicos mayores de preparatoria, jóvenes universitarios en incluso, hombres maduros. Tras una experiencia traumatizante con un acosador, pidió a Takeshi que fingiera ser su novio para mantener a los hombres alejados de ella, prometiendo mantener la farsa solo hasta que uno de los dos se enamorara de alguien. A pesar de ser inicialmente la segunda protagonista mujer, la historia progresa en ciertos puntos, volviéndola más como la heroína principal; con su traumático pasado conectado con Takeshi y Gekkou y su compleja relación con ellos. Takeshi, Gekkou y Takao Oigami se vuelven sus protectores comenzando a entablar cierta cercanía con Oigami lo que desencadena sin querer, los celos de Takeshi. Ella después vuelve a ser la razón de Takeshi para presionar sus límites e incrementar su poder para pelear con Gekkou. Ella desarrolla el tipo de magia biológica llamado "Metamorfosis" que le permite alterar su cuerpo total o parcialmente. También tiene la capacidad de "Cambio de edad" y puede transformarse en cualquier persona. Su Aspect es un lápiz labial con motivos de mariposas que le fue regalado por Takeshi. A pesar de estar en una falsa relación, ella tiene genuinos sentimientos por Takeshi. Al principio de la historia, debido  a que no era nada sociable, Kurumi solía odiar a Mui sintiéndose celosa de ella por acaparar la atención de Takeshi, pero pasado un tiempo ambas terminan volviéndose amigas.
Kazumi Ida (伊田 一三 Ida Kazumi?)
 Seiyū: Kenichi Suzumura
Amigo y compañero de clases de Takeshi cuya apariencia de un punk con su erizado cabello teñido de rubio, pírsines y anillo de calavera, combinada son su acento de Kansai, ha hecho que la gente lo vea de mala forma y se corran rumores sobre él sin siquiera conocerlo, cuando la verdad es un sujeto agradable y de noble corazón. Es muy despreocupado y con un complejo de hermana hacia su pequeña hermanita Futaba. Siente un gran agradecimiento hacia Takeshi y se siente en deuda con él por haber protegido a su hermanita de ser atropellada por alguien que iba  en bicicleta. Fue convertido en mago por Hotaru Kumagai y desarrolló el tipo de Magia Destructiva llamada: "Blast Fog" el cual le permite producir llamas explosivas las cuales son muy inestables. Su Aspect es un anillo plateado con forma de calavera.
Towa (永遠 Towa?)
 Seiyū: Yuuka Nanri 
Towa es la forma humana que Twilight adopta usando la magia de Takeshi. Su apariencia es la de una pequeña chica de cabello rosa y ojos púrpura. Su nombre le fue dado por él, utilizando un juego de palabras de la pronunciación japonesa de Twilight (Towaraito) y a su vez, escrito en kanjis significa "Eterna". Al principio, Towa solo se interesaba por alimentarse del inmenso poder mágico de Takeshi sin importarle lo que le pasara a él, ya que no lo reconocía como su portador pues lo consideraba como un mago débil, lo que desencadenaba una serie de pesadillas y sueños premonitorios en Takeshi cada vez que se iba a dormir. Cuando él le otorga un nombre y ella lo reconoce como su nuevo portador, Towa comienza a preocuparse por él. Deja de darle pesadillas y de consumir su magia indiscriminadamente. En el pasado, ella fue una maga usuaria de magia de aceleración y madre de una chica llamada Sofia Brave.

### Academia Mágica Subaru
Momoka Shijou (四条 桃花 Shijō Momoka?)
 Seiyū: Mikako Takahashi
Es la directora de la academia de magia. Su apariencia es la de una niña de secundaria aunque su verdadera edad podría rondar los 30 años. Ella participó en la primera gran guerra mágica que ocurrió a finales de los años 90s cuando apenas era una estudiante de sexto año de secundaria. También se dice que fue uno de los quince grandes magos que dividieron el mundo en dos. También es una de los magos de más alto rango dentro de la comunidad de Wizard Breath. Suele ser constantemente acosada sexualmente por su amiga y colega del trabajo Hyodou Nanami y por alguna razón, también tenía una estrecha relación con Washizu Kippei, uno de los líderes de los Ghost Trailers. Ella es de los pocos magos en poseer más de una afinidad mágica. Es usuaria de la magia negra llamada "Black Door" que le permite crear portales interdimensionales que doblan el espacio tiempo y también es usuaria de la magia singular llamada "Verse Door" la cual utilizó para dividir el mundo en dos dimensiones.  Su Aspect, es un lápiz al cual coloca una tapa mágica especial que suprime sus poderes. También puede transformarlo en una lanza con la forma de un compás gigante, que le permite ampliar el rango de su lápiz.     
Makoto Hitouji (一氏 誠 Hitouji Makoto?)
 Seiyū: Takayuki Yamaguchi
Es el maestro encargado de la clase 1-C donde están Takeshi y sus amigos. Fue quien llevó a Kurumi a la academia de magia por primera vez. Utiliza la magia evasiva llamada "Mind Site", la cual le permite leer la mente de cualquiera que se encuentre cerca de él. Tiene la mala costumbre de utilizar su magia a cada momento y lee la mente de cualquiera sin permiso, sobre todo en clase cuando lee las mentes de sus alumnos para comprobar si están prestando atención. Su aspecto es una pistola. 
Nanami Hyoudou (兵頭 七海 Hyōdō Nanami?)
 Seiyū: Ayumi Tsunematsu
Es la enfermera de la escuela, que idolatra a Momoka Shijou y suele molestarla casi a diario. Es una chica voluptuosa en sus 20 años de edad. En el pasado, ella y Momoka fueron compañeras de clase. Es usuaria de una magia biológica que le permite controlar el agua y su Aspect es un colgante con la forma de una estrella de color azul. También es una experta en el uso de la magia curativa.   
Oyassan (おやっさん Oyassan?)
 Seiyū: Hiroshi Shirokuma
Su apellido es Katou aunque su nombre se desconoce. Es el encargado de la tienda de la academia. Su trabajo es proveer a los alumnos desde un lápiz hasta una espada o arma de fuego. Fue quien modificó la pistola de Mui y también quien ayudó a Takeshi a elegir su Aspecto. Está casado y su esposa trabaja como parte del personal administrativo de La Academia Subaru.
Violet North (ヴァイオレット・ノース Vaioretto Nōsu?)
Es la maestra de Inglés. (ver la sección de Violet North en Ghost Trailers para más información).
Futaba Ida (伊田 二葉 Ida Futaba?)
 Seiyū: Akane Fujita
Es la hermana menor de Ida Kazumi. Ella termina siendo convertida en maga accidentalmente por él durante las vacaciones de primavera, teniendo que mudarse juntos a la Academia de magia. Durante el comienzo de la "Segunda Gran Guerra Mágica" es prácticamente secuestrada por Wizard Breath debido a su peculiar habilidad. Nadie cree que sea realmente la hermana menor de Ida por lo bien educada y madura que es, a diferencia de su hermano mayor que suele ser altamente sobreprotector y lamenta el hecho de que haya comenzado a mostrarse rebelde con él. Ella desarrolla el tipo de Magia Singular llamada "Wizard Killer" que le permite despojar a un mago de todos sus poderes. Su Aspect es un bastón de juguete alusivo a las "mahou shoujos" (chicas mágicas).

### Wizard Breath
Tsuganashi Aiba (相羽 十 Aiba Tsuganashi?)
 Seiyū: Tomoyuki Morikawa
Es el hermano mayor de Mui. Solía ser un mago de rango intermedio miembro de Wizard Breath, hasta que fue capturado por los Ghost Trailers. Ellos alteraron sus recuerdo para convertirlo en uno de sus compañeros. Desde entonces, tuvo varios enfrentamientos con Takeshi y sus amigos. Finalmente terminó recuperando sus recuerdos gracias a la perseverancia de Mui y ambos volvieron a su habitual relación de hermanos. Se preocupa por Takeshi a quien ve como su kouhai. En Wizard Breath, pertenece al Equipo de Combate Especial de la División de Comando Integrado del Ejército del Buró de Defensa donde ejerce el rango de Teniente. Es usuario de la magia destructiva de hielo llamada "Evil ice". Su Aspect son unos guantes blancos de seda que le regaló Mui en uno de sus cumpleaños. También porta un sable llamado "Lancelot" que es un recuerdo de su difunto padre. 
Gillian Waizeman (ギリアム・ワイズマン Giriamu waizuman?)
 Seiyū: Kōichi Sakaguchi 
Es un mago miembro del concejo de Wizard Breath, y uno de los 15 grandes magos. Es también el mago con el más alto rango de todos, y uno de los fundadores del C7. Fue quien implementó el hechizo llamado "Gift" sobre el mundo viviente que impide que los magos puedan pelear allí. Es uno de los pocos magos que poseen dos afinidades mágicas. Es usuario de la magia Biológica conocida como "Wizard Slayer" y de la magia singular que absorbe el poder de otros magos. Waizman, es asesinado por Kippei 6 días antes del estallido de la "Segunda Gran Guerra Magica". Su Aspect es un estoque disfrazado como bastón. 
Renjo Misaki  (三崎 蓮丈 Misaki Renjo?)
Una vez fue el oficial principal de un departamento involucrado en investigaciones internas en la Oficina de Auditoría. A pedido de Hugh Brave, ataca a la familia Brave, matando a Argon e hiriendo a Hale. Es usuario de la magia biológica conocida como "Killing Doll", que le permite manipular cadáveres. 
Samuel Warrendorf (サミュエル・ヴァーレンドルフ Samyueru vārendorufu?)
Es un conde miembros del Consejo de Wizard Breath. Es director de Asuntos Exteriores. También llamado "Satanista", desciende del Conde Drácula. Según él, es soltero, rico y popular. No es miembro del concejo por voluntad propia sino como un castigo impuesto por su abuelo Joshua Warrendorf, que fue su antecesor en el cargo.
Aria Twelfs (アリア・トゥエルフス Aria touerufusu?)
La única mujer miembro del concejo Wizard Breath. Gerente de sucursal alemana (o sucursal europea). La familia Twelf es de la nobleza mágica más antigua de Europa y tiene influencia en la sociedad humana. Es usuaria de magia de aceleración y su Aspect es un báculo sacerdotal. 
Muneharu Sengiri (千霧 宗陽 Sengiri Muneharu?)
Es uno de los miembros del Consejo de Wizard Breath. Comandante del Séptimo Ejército. En el mundo existente, es el sacerdote de un santuario. Es usuario de la magia biológica conocida como "Army Ant", que le permite manipular miles de hormigas creadas con partículas mágicas.   
Valeri Amosov (ヴァレリー・アモソフ Varerī amosofu?)
Es el miembro más antiguo del concejo de Wizard Breath, un hombre completamente canoso de 70 años de edad. Director de la Oficina de Auditoría, que es superior de la agencia especial. Cuenta con 6 viviendas que utilizan en todo el mundo, y el espacio sobre la Biblioteca Nacional de Rusia es una de ellas. Es usuario de la magia destructiva conocida como "God hand" que le permite cambiar la forma de los objetos, también la llaman magia de construcción. Su Aspect, es un anillo.  
Rosney primero (ロズニー・ファースト Rozunī fāsuto ?)
Es miembro del concejo de Wizard Breath. Es usuario de la magia biológica conocida como "Monster Flake", que le permite transformarse en todo tipo de animales. su Aspect es una moneda de plata.  
Reggie Odd  (レジー・オッド Rejī oddo?)
Último miembro del concejo de Wizard Breath conocido como "el sacerdote inmortal".    
Rei Aiba (相羽 零 Aiba Rei?)
Es el padre de Mui y Tsuganashi. Fue uno de los 15 grandes magos y murió cuando Ryuusenji Kazuma utilizó su hechizo de magia singular "Last Requiem". Fue usuario de la magia destructiva "Evil Ice", y también de la magia singular "Prisión de hielo y nieve".

### Bishop of The Camelot
Ena Kisaki (妃 えな Kisaki Ena?)
 Seiyū: Mao Ichimichi
Es la exnovia de Tsuganashi. Alumna de cuarto año y miembro de la clase especial en la academia Subaru. Es la segunda mejor usuaria de magia destructiva solamente superada por Tsuganashi. A pesar de ser su novia, Ena tuvo miedo de volver a ver a Tsuganashi después de que los Trailers lo secuestraron, debido a lo frío que se había vuelto cuando alteraron su memoria. Por eso, rechazó las constantes invitaciones de Mui para ir a rescatarlo y albergó un gran remordimiento que le impidió seguir siendo su novia, quedando en una relación bastante complicada con él. Es usuaria de la magia destructiva "Ring Cyclon" que le permite controlar tempestades de lluvia y viento. Su aspecto es una sombrilla.   
Tsubaki Aiba (相羽 つばき Aiba Tsubaki?)
Es la madre de Mui y Tsuganashi. Una de los 15 grandes magos y miembro secreto y principal de Phoenix Foundation, falleció a causa de una enfermedad después de dar a luz a Mui.

### Phoenix Fundation
Argon Brave (アルゴン・ブレイブ Arugon Bureibu?)
Es el presidente de la Fundación Fénix. En el mundo humano es conocido como el presidente de una empresa que se dedica a la industria militar. Es usuario de la magia evasiva "Banish Cloud" y su Aspect es un bastón con una cabeza de caballo plateada.  
Hale Brave (ヘイル・ブレイブ Heiru Bureibu?)
Padre de Sophia y yerno de Argon Brave, es usuario de la magia evasiva "Lucky Curse" que le permite manipular su suerte y la de los demás. Su Aspect es una espada.  
Sophia Brave (ソフィア・ブレイブ Sofia bureibu?)
Es la nieta de Argon y la hija de Hale y Towa. Sofia Entra en acción justo cuando Takeshi llega al pasado. Es usuaria de la magia evasiva llamada "Magical Analisis" y su Aspect es un martillo.   

### Ghost Trailers
Takao Oigami (狼神 鷹雄 Oigami Takao?)
 Seiyū: Jun Fukuyama
Fue uno de los magos que aparecieron en el mundo viviente persiguiendo a Mui. Finalmente acabó derrotado por Takeshi y Mui y terminó capturado por Wizard Breath quienes alteraron su memoria y lo convirtieron en un estudiante de la academia Subaru. Sin embargo, debido a la naturaleza del tipo de magia que usa, la magia de alteración de la memoria no funciona bien en él y acaba recuperando sus recuerdos durante una conversación que tuvo con Kurumi. Cuando la directora le negó a Kurumi participar en la misión de recuperación del hermano menor de Mui, él la entrenó durante algún tiempo enseñándole a utilizar el hechizo "Drive", un hechizo avanzado de magia de defensa. Antes de regresar con los Trailers, le entrega a Kurumi un botón especial que la transportará directamente hacia él. Poco a poco ambos entablan cierta cercanía hasta llegar al punto de llamarla por su nombre. Es usuario de  la magia evasiva llamada "Banish Cloud", que le permite rechazar o anular cualquier magia que sea lanzada hacia él. Su Aspect es una enorme espada de una sola mano a la que llama "Bastard Sword".    
Hotaru Kumagai (熊谷 蛍 Kumagai Hotaru?)
 Seiyū: Saki Fujita
Es una maga que apareció por primera vez junto a Oigami y Tsuganashi persiguiendo a Mui en el mundo viviente. Es una chica bajita y  temperamental que a menudo es confundida con un chico debido a su corte de cabello y su forma de vestir. Cuando los Trailers persiguieron a Takeshi y a Kurumi, acabó topándose con Ida Kazumi por casualidad. Intentó usar magia para atacarlo y debido a que Ida la confundió con un chico y se asutó, terminó dándole un puñetazo y la noqueó, pero como consecuencia, convirtió a Ida en un mago. También fue capturada junto a Oigami por Wizard Breath y al igual que él, sus recuerdos fueron alterados para convertirla en una estudiante de la academia Subaru. A menudo se la puede ver celosa de la feminidad y belleza de Kurumi. Pero terminó apiadándose de ella cuando Kurumi fue raptada por Gekkou, y posteriormente acabaría cooperando con Takeshi y los demás. Es usuaria de la magia ilusoria llamada "Silent Screen" que permite la alteración de recuerdos. Su aspect es una jeringa a la que llama "Chuu-chan".   
Tendou Ushiwaka  (牛若 天道 Ushiwaka Tendō?)
 Seiyū: Toshiki Masuda
Es uno de los magos que aparecieron persiguiendo a Mui en el mundo viviente. Un chico que parece un otaku o nerd en toda regla. Cometió el error de utilizar su magia contra Mui en el mundo viviente y por eso, acabó perdiendo sus poderes casi al inicio de la historia. En la novela ligera, Ushiwaka quedó cautivado al ver la magia de transformación de Kurumi y alegaba que cuando la capturaran, haría que alteraran sus recuerdos y la convirtieran en su novia, pero en el anime, Ushiwaka perdió sus poderes sin siquiera haber visto los poderes de Kurumi. Era usuario de la magia biológica conocida como "Worm Succeed", que le permitía controlar insectos para atacar y rastrear.    
Gekkou Nanase (七瀬 月光 Nanase Gekkō?)
 Seiyū: Nobuhiko Okamoto
Es el hermano menor de Takeshi. Antes eran muy unidos, pero desde el accidente, Gekkou cambia y toma una pose fría. Es insensible, orgulloso, creído y egoísta. Gekkou piensa que Takeshi se lo arrebató todo por lo que quiere hacer lo mismo. Está enamorado de Kurumi y tiene un odio muy grande hacia su hermano hasta el punto de intentar matarlo. El desarrolla el tipo de Magia de Aceleración llamada "Angel Hunt" que le permite teletransportarse a voluntad a cualquier lugar cercano. Su Aspect es una espada. Posteriormente roba a Twilight y la personaliza grabando su propio círculo mágico en ella y volviéndola su nuevo Aspect.  
Kippei Washizu (鷲津 吉平 Washizu Kippei?)
 Seiyū: Kazuya Nakai
Es uno de los líderes Rango Cinco de los Trailers. Él apreció frente a Takeshi por primera vez, cuando este logró derrotar a Tsuganashi.  Es un hombre astuto, relajado y con una actitud bastante cínica. Fue el mejor amigo de Ryusenji Kazuma desde su época como estudiante. Uno mago de nivel avanzado de los más poderos que poseen los Trailers. En el pasado, formó parte de Wizard Breath, ya que en esa época, los Trailers aun no existían. Pero no dudo en unirse a su amigo cuando la comunidad Ghost Trailer fue fundada. Él solía ser el senpai de Shijou Momoka con quien solía trabajar en equipo antes de ser enemigos a muerte. Durante la primera gran guerra mágica, Kippei luchó en el bando de los Trailers siendo apenas un estudiante de primer año de preparatoria y asesinó a muchos magos de Wizard Breath. A intentado en repetidas ocasiones reclutar Takeshi, (al que reconoce como el hijo de Youko-sensei), para que se una a las filas de los Trailers. Es usuario de la magia destructiva llamada "Abyss Mercury", que le permite derretir y volver líquida cualquier cosa sólida con solo mirarla. Su Aspect es un par de anteojos, aunque también porta una katana. Kippei tenía un hermano menor que se suicidó cuando Wiseman le quitó sus poderes.    
Kazuma Ryuusenji (龍泉寺 和馬 Ryūsenji Kazuma?)
 Seiyū: Daisuke Namikawa
Líder y fundador de los Ghost Trailers, fue el causante de la creación del mundo en ruinas. Fue derrotado durante la primera gran guerra mágica y cayó en un profundo sueño. Sin embargo, despertó 17 años después dirigiendo nuevamente a los Trailers durante la segunda gran guerra mágica. En el pasado, Wizard Breath tomó de rehenes a sus padres cuando él se negó a unirse a ellos. Intentaron chantajearlo pero al negarse de nuevo, los asesinaron. Es usuario de la magia negra llamada "requiem", que le permite desaparecer objetos y también es usuario de la magia singular llamada "Last Requiem", un hechizo que solo hace desaparecer a quienes carecen de poderes mágicos. Sin embargo, luego de usarlo permaneció dormido por 17 años como un efecto secundario. Su Aspect es una batuta de maestro de orquesta.  
Violet North (ヴァイオレット・ノース Vaioretto Nōsu?)
 Seiyū: Atsuko Tanaka
Es una hermosa mujer europea de cabellera rubia y ojos azules que trabaja como maestra de inglés en la academia Subaru. Es también una de los líderes de los Trailer conocidos como "rango cinco", y al mismo tiempo es miembro de la comunidad Ancient Pendragon. Ella es un tipo especial de mago muy rara vez visto que posee dos tipos distintos de magia. Solía aparecerse durante los festivales mágicos de la academia, haciendo predicciones del amor a chicas que la consultaban ocultando su identidad. Es usuaria de la magia ilusoria conocida como "Black jack". Como su Aspect es una baraja de cartas, ella suele utilizar distintas cartas para distintos propósitos. rastrear, monitorear y también invocar lacayos que son como marionetas a sus órdenes. También es usuaria de la magia evasiva "Probability Rain", que le permite predecir el futuro con un 97% de aciertos.   
Tsukiomi Fujikawa (藤川 月臣 Fujikawa Tsukiomi?)
 Seiyū: Takeshi Maeda
Tsukiomi era un chico amable y cálido que fue el mejor amigo de Kazuma y Kippei en sus tiempos como estudiantes. Kippei decía que él estaba muy enamorado de la profesora Youko Chigi (Posteriormente Youko Nanase) y que por eso buscó unirse a Wizards Breath. Sin embargo, al igual que Kippei, Tsukiomí se unió al bando de los Trailers volviéndose prácticamente la mano derecha de Kazuma. Durante el estallido de la primera gran guerra mágica, Tsukiomi luchó del lado de Kazuma contra el C7. Sin embargo, al ver a Yoko a merced de un ataque mortífero inminente de Kazuma, no dudó ni un segundo en protegerla. Esto causó que Tsukiomi muriera desintegrado por la magia Requiem de Kazuma. Esto hizo que tanto Yoko como Kazuma lloraran la muerte de Tsukiomi, Sin embargo, Kippei tomó ese acto de Tsukiomi como traición a los Trailes y cree que su muerte fuer culpa de Yoko y por eso la odia. Según Kippei, Tsukiomi fue seducido por Yoko para que se pasara al bando de Wizards Breath.   
Hiro Yamane (山鼠 灯桜 Yamane Hiro?)
Es una maga miembro de los Rango Cinco. Con quince años, es la más joven de entre los cinco magos más fuertes de los Trailers, a la que Kippei rescató de un manicomio en el mundo viviente. Su Aspect son unos alicates.    
Tadayuki Hiruzen (蛭前 唯雪 Hiruzen Tadayuki?)
Es un mago joven de cabello plateado.   
Akira Rindou (竜胆 章 Rindō Akira?)

## Comunidades
Son organizaciones de magos similares a gremios o hermandades. se dice que en total hay más de 50, pero solo 7 son las más importantes. Estas siete comunidades son conocidas como el grupo del C7 y las más poderosas y miembros de la organización internacional de magos. 

### C7 (Sevens Comunities)

#### Wizard Breath
Es la comunidad militar más grande y más hostil hacia los "Ghost Trailers". Se dice que es la más antigua de todas y tiene como objetivo la convivencia y armonía entre los magos y los humanos normales. Públicamente, se ha dedicado a limpiar y mantener el orden contribuyendo al mundo en cualquier cosa, pero posee un pasado oscuro durante el que solía acosar a magos que no pertenecían a sus filas. Incluso después, solía emplear métodos inhumanos para obligar a cualquier mago que mostrara talento, a unirse a sus filas. Debido a su amplio poderío militar, no tiene derecho a ejercer como una comunidad mediadora y nadie es capaz de oponérsele. Muchos magos que vieron la verdadera naturaleza violenta de Wizard Breath, terminaron uniéndose a las filas de los Ghost Trailers. Ryuusenji Kazuma fue el pionero en hacer eso. Suele estar controlada por seis magos muy poderosos conocidos como "el concejo". Su escudo es una estrella de cinco puntas.

#### Eclipse
Su escudo es una luna, y también es una comunidad hostil hacia los Trailers.

#### Club Oz
Es, junto a Pendragon, una de las comunidades más neutrales en el campo de batalla, y al igual que ellos desean involucrarse lo menos posible en la guerra.

#### Ancient Pendragon
Esta es una comunidad a la cual solo pueden entrar los magos que pertenecen a la nobleza mágica. Su cede, está ubicada en Dartmoore, Inglaterra en el mundo viviente. Aunque también tiene una sucursal en Japón. Se dice que es la comunidad más neutral de todas y que rara vez despliegan a sus elementos para una batalla ya que la mayoría de sus miembros carecen de poderes aptos para el combate. Según se afirma, sus fuerzas son menos del 10% de los que tiene Wizard Breath. Ellos invitan a unirse a Takeshi, Kurumi e Ida sin importarles que no sean de la realeza mágica.

#### Bishop of The Camelot
Esta, es una comunidad exclusiva para mujeres. Su líder fue una obispo que también formó parte de los 15 grandes magos. Durante la segunda gran guerra mágica, lucharon junto a Wizard Breath para contener el ataque de los Trailers a la academia de magia. Cuando Takeshi fue herido, fue atendido por ellas en un hospital propiedad de la comunidad. Su escudo es una maza de batalla inclinada. 

#### Phoenix Fundation
Es una comunidad emergente repudiada tanto por los magos como por los humanos ordinarios porque su líder es el presidente de una empresa conocida en el mundo humano por la fabricación de armamento militar. Por tal motivo, sus miembros suelen ocultar su afiliación. Es una comunidad bastante misteriosa que tiene muchos miembros secretos además de los habituales. Son famosos en el mundo mágico por ser únicos poseedores de una técnica llamada "Forja Mágica", que les permite unir magia con materia. Según documentos, tiene más de 55,000 miembros. También se dice que pudo haber utilizado grandes cantidades de dinero para convertirse en miembro del C7. La familia Brave, a la que pertenece su presidente Argon Brave, ejerce una gran influencia.

### Otras Comunidades

#### Ghosts Trailers
A veces mencionados solo como Trailers, son una comunidad cuyos miembros, aspiran a controlar por completo la sociedad humana. Ellos robaban poder mágico y desmantelaban otras comunidades. Al principio, solo era una facción formada por Ryuusenji Kazuma junto a unos amigos suyos que al igual que él se negaron a unirse a Wizard Breath, pero luego creció hasta convertirse en una poderosa fuerza militar que terminó provocando la denominada "Primera Gran Guerra Mágica". Tienen un sistema jerárquico en el que líder es sucedido por los denominados "rango cinco", luego por los "rango diez" y finalmente por los "rango cien".

## Medios de comunicación

### Novela ligera
La primera novela ligera fue publicada el 25 de noviembre de 2011 por Media Factory bajo la firma MF Bunko J. 12 volúmenes fueron publicados.

#### Lista de volúmenes
| Núm. | Fecha de publicación     | ISBN                   |
| ---- | ------------------------ | ---------------------- |
| 1    | 25 de noviembre de 2011  | ISBN 978-4-8401-4305-9 |
| 2    | 23 de marzo de 2012      | ISBN 978-4-8401-4530-5 |
| 3    | 24 de agosto de 2012     | ISBN 978-4-8401-4678-4 |
| 4    | 25 de diciembre de 2012  | ISBN 978-4-8401-4937-2 |
| 5    | 25 de marzo de 2013      | ISBN 978-4-8401-5138-2 |
| 6    | 25 de septiembre de 2013 | ISBN 978-4-8401-5284-6 |
| 7    | 9 de enero de 2014       | ISBN 978-4-04-066205-3 |
| 8    | 25 de marzo de 2014      | ISBN 978-4-04-066378-4 |
| 9    | 25 de agosto de 2014     | ISBN 978-4-04-066953-3 |
| 10   | 23 de enero de 2015      | ISBN 978-4-04-067313-4 |
| 11   | 24 de abril de 2015      | ISBN 978-4-04-067472-8 |
| 12   | 25 de septiembre de 2015 | ISBN 978-4-04-067747-7 |

### Anime
La novela ligera fue una de las 5 elegidas para recibir adaptación a anime en evento del Festival Escolar de Verano de Media Factory el 28 de julio de 2013. Una adaptación a anime de 12 episodios por Madhouse se emitió entre el 9 de enero y el 27 de marzo de 2014. El opening es "Senkō no Prisoner" (閃光のPRISONER) interpretado por Yuuka Nanri y el ending es "Born To Be" interpretado por Nano.

#### Lista de episodios
| #  | Título                                                                                               | Fecha de estreno      |
| -- | --- | --------------------- |
| 1  | «La chica mágica del verano» «Manatsu no mahō shōjo» (真夏の魔法少女)                                | 9 de enero de 2014    |
| 2  | «El otro mundo» «Mō hitotsu no sekai» (もうひとつの世界)                                             | 16 de enero de 2014   |
| 3  | «La academia mágica y la fortuna del amor» «Majikkuakademī to ai unsei» (マジックアカデミーと愛運勢) | 23 de enero de 2014   |
| 4  | «Mui y Tsuganashi del mundo en ruinas» «Hōkai sekai no Mui to Tsuganashi» (崩壊世界の六と十)         | 30 de enero de 2014   |
| 5  | «Las pruebas de magia y las vacaciones de invierno» «Mahō shiken to fuyuyasumi» (魔法試験と冬休み)   | 6 de febrero de 2014  |
| 6  | «Pelea y recuperación» «Gekitō to dakkan» (激闘と奪還)                                               | 13 de febrero de 2014 |
| 7  | «El secreto de la espada mágica» «Maken no himitsu» (魔剣の秘密)                                     | 20 de febrero de 2014 |
| 8  | «La oscuridad del Wizard Breath» «Wizaado Bureisu no Yami» (ウィザードブレイスの闇)                  | 27 de febrero de 2014 |
| 9  | «El preludio de la destrucción» «Hōkai e no jokyoku» (崩壊への序曲)                                  | 6 de marzo de 2014    |
| 10 | «Fronteras que se desvanecen» «Kesareta kyōkai» (消された境界)                                       | 13 de marzo de 2014   |
| 11 | «La batalla de Pendragón» «Pendoragon no kessen» (ペンドラゴンの決戦)                                | 20 de marzo de 2014   |
| 12 | «Fuera de este mundo» «Sekai kara no shōshitsu» (世界からの消失)                                     | 27 de marzo de 2014   |